# Vlado Šola
Pour les articles homonymes, voir Sola.
Vlado Šola, né le 17 novembre 1968 à Prisoje en Yougoslavie (aujourd'hui en Bosnie-Herzégovine), est un ancien joueur croate de handball, évoluant au poste de gardien de but. Il a notamment évolué pendant deux saisons au Chambéry Savoie Handball.

## Biographie
Il fait partie d'une génération de joueurs croates qui va dominer le handball mondial. Il obtient sa première médaille lors du mondial 1995 en Islande où la Croatie est battue en finale par la France. Le titre mondial sera finalement obtenu au Portugal lors du mondial 2003, titre qui est confirmé par le titre olympique en 2004 à Athènes. L'année 2005 voit de nouveau la Croatie disputer une finale mondiale : mais cette fois, c'est l'Espagne qui remporte le titre.
Lors de la compétition suivante, il échoue en demi-finale face au futur vainqueur, la France. Puis, pour le mondial 2007 se disputant en Allemagne, il doit renoncer en raison d'une blessure.
Après sa retraite internationale, il est devenu entraineur des gardiens de l'équipe nationale de Croatie et, à partir de mars 2009, coentraineur et directeur sportif du RK Zagreb. Il enchaine alors différentes expériences de plus ou moins longue durée.
En février 2023, il est nommé sélectionneur du Monténégro

## Palmarès

### Club
Compétitions nationales
- Vainqueur de la Coupe de Yougoslavie (4) : 1986, 1987, 1989, 1990 (avec Medveščak Zagreb)
- Championnat de Croatie
  - Vainqueur (2) : 2007, 2008 (avec RK Zagreb)
  - vice-champion (1) : 1993 (avec Medveščak Zagreb)
- Coupe de Croatie
  - Vainqueur (2) : 2007, 2008 (avec RK Zagreb)
  - Finaliste (3) : 1992, 1993, 1994 (avec Medveščak Zagreb)
- Deuxième du Championnat de France (1) 2003
- Vainqueur du Championnat de Hongrie (2) : 2005, 2006
- Coupe de Croatie
  - Vainqueur (1) : 2005
  - Finaliste (1) : 2006

### Sélection nationale
- Jeux olympiques
  -  Médaille d'or aux Jeux olympiques de 2004 à Athènes
- Championnat du monde
  -  Médaille d'or au Championnat du monde 2003 au Portugal
  -  Médaille d'argent au Championnat du monde 2005 en Tunisie
  -  Médaille d'argent au Championnat du monde 1995 en Islande
- Championnats d'Europe
  -  Médaille de bronze au Championnat d'Europe 1994 au Portugal
  - 5e place au Championnat d'Europe 1996 en Espagne
  - 4e place au Championnat d'Europe 2004 en Slovénie
  - 4e place au Championnat d'Europe 2006 en Suisse
- Autres
  -  Médaille d'or aux Jeux méditerranéens de 1993 en Languedoc-Roussillon

### Entraineur
- Jeux olympiques
  -  Médaille de bronze aux Jeux olympiques 2012 à Londres,  Royaume-Uni
- Championnat d'Europe
  -  Médaille de bronze au Championnat d'Europe 2012 au  Serbie